# بوریس خملنیتسکی
بوریس خملنیتسکی (روسی: Борис Александрович Хмельницкий؛ ۲۷ ژوئن ۱۹۴۰ – ۱۶ فوریهٔ ۲۰۰۸) بازیگر اهل اتحاد جماهیر شوروی سوسیالیستی بود.
از فیلم‌ها یا برنامه‌های تلویزیونی که وی در آن نقش داشته‌است، می‌توان به جنگ و صلح، چادر قرمز و تاراس بولبا اشاره کرد.
وی همچنین برنده جوایزی همچون هنرمند مردمی روسیه شده‌است.